# شو ميان
شو ميان (بالصينية: 许冕) هي غطاسة صينية، ولدت في 21 فبراير 1987 في يانغتشو في الصين.